# 南阿蘇村立白水小学校
南阿蘇村立白水小学校（みなみあそそんりつはくすいしょうがっこう）は、熊本県阿蘇郡南阿蘇村大字吉田にある小学校。

## 沿革
- 1874年(明治7年) - 吉田小学校創立。
- 1875年(明治8年)11月 - 吉田尋常小学校と改称。
- 1921年(大正10年)7月 - 統合され白水尋常小学校となる。吉田尋常小学校は吉田部となる。
- 1934年(昭和9年)9月 - 吉田部は高等科と合併し白水尋常高等小学校と改称。
- 1941年(昭和16年)4月 - 白水国民学校と改称。
- 1947年(昭和22年)4月 - 白水村立白水小学校と改称。
- 2005年(平成17年)2月13日 - 南阿蘇村成立に伴い、南阿蘇村立白水小学校と改称。
- 2021年(令和3年)4月 - 村立中松小学校・両併小学校と合併し、村立旧白水中学校敷地へと移転。

## 学校周辺
- 阿蘇白川駅